# 旧入江家住宅

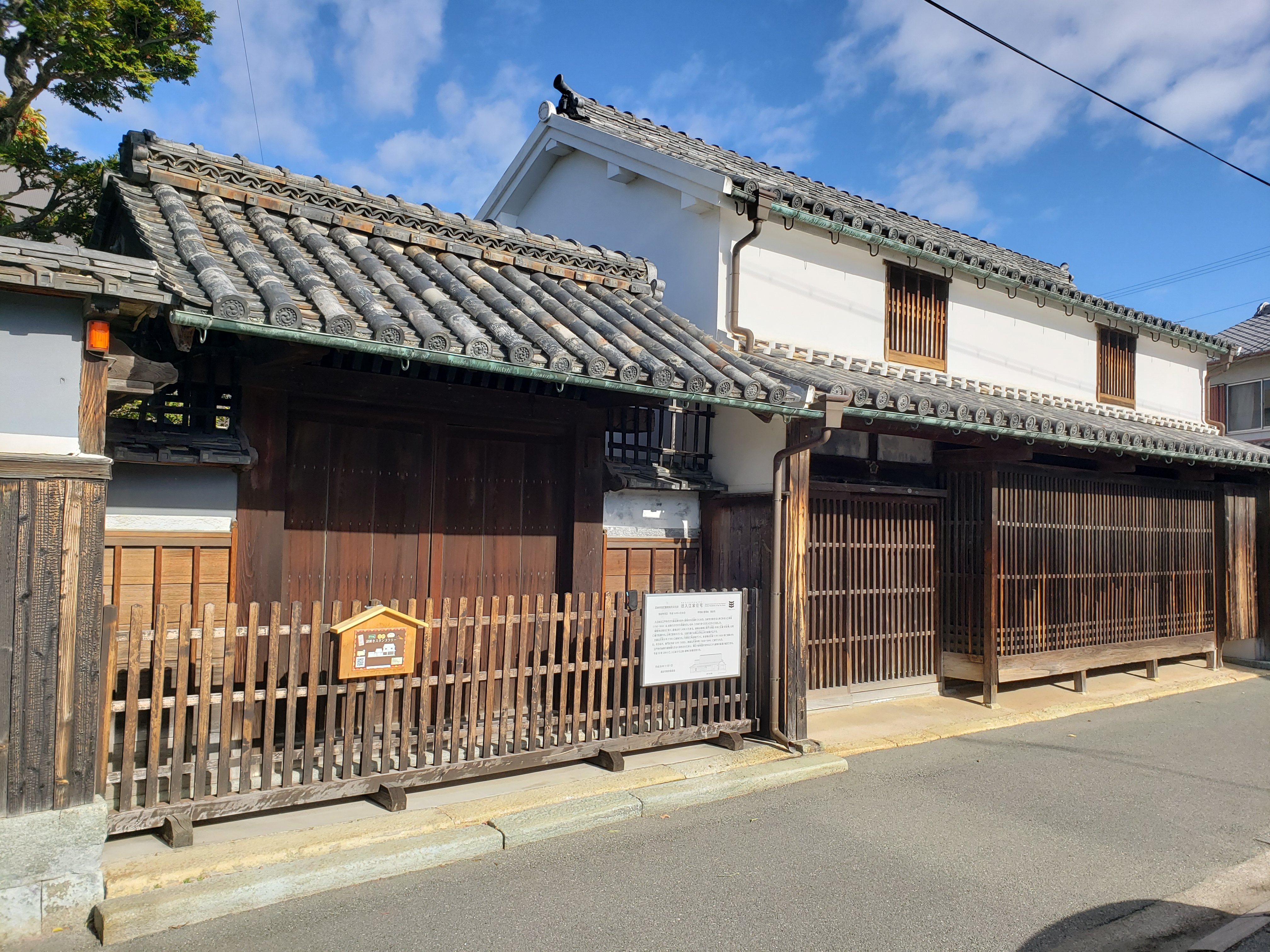
表門・表屋（2022年撮影）

旧入江家住宅（きゅういりえけじゅうたく）は、兵庫県高砂市曽根町に所在する、江戸時代の住宅建築。入江家が使用した民家で、兵庫県指定重要有形文化財に指定されている。
入江家は江戸時代に塩田を経営し、曽根村の庄屋も務めた。江戸時代後期の屋敷構えが良好に保存されている。

## 概要
南北に長い敷地（約1436平方メートル）に建ち、以下の建築により構成される。表門は敷地の南側に位置し、主屋と新座敷を挟んで北側に土蔵がある。
- 主屋: 1785年建築[1]
- 表屋: 天保年間建築[1]
- 表門: 1830年建築[1]
- 新座敷: 1828年建築[1]
- 土蔵
- 庭園（築山式枯山水）

基本的に11月第一土日曜日を除いて内部の公開はなされていない。

## 年表
- 1785年（天明5年）- 主屋を建築
- 1828年（文政11年） - 新座敷「酔古亭」を増築
- 1830年(文政13年） - 表門を建築
- 天保年間（1830年 - 1844年） - 表屋を建築
- 1864年(元治元年） - 新蔵を増築
- 1988年（昭和63年）- ひょうご住宅百選に選ばれる
- 2001年（平成13年） - 入江家より高砂市に寄贈[1]
- 2010年（平成22年）-　表屋保存修理工事が竣工

## 文化財指定
- 1994年(平成6年）: 高砂市指定文化財
- 2002年(平成14年）: 兵庫県指定重要有形文化財[1]

## 交通
- 山陽電気鉄道本線「山陽曽根駅」から北へ徒歩約15分[2]
- 西日本旅客鉄道（JR西日本）JR神戸線「曽根駅」から南へ徒歩約25分
- じょうとんバス31系統「曽根」（旧「曽根東口」）バス停から北へ徒歩約5分